# Parlement des jeunes franco-allemand
Le Parlement des jeunes Franco-allemands est une initiative prise à l'occasion du 40e anniversaire du traité de l'Élysée, sous la tutelle de l'OFAJ. 250 lycéens français et 250 lycéens allemands furent invités à Berlin pour réaliser un travail de réflexion analogue à celui des parlementaires. Les participants arrivèrent à Berlin le vendredi 17 janvier 2003. Le lendemain la séance d'ouverture eut lieu à la Haus der Kulturen der Welt, « Maison de la culture mondiale ». Les interventions faisaient l'objet d'une traduction simultanée. D'autres conférences eurent lieu dans le même bâtiment durant la journée, notamment pour présenter le déroulement du travail.
Les jeunes étaient répartis en commissions (attribuées autant que possibles suivant leurs souhaits), chaque commission devant travailler à un paragraphe de résolution pour rédiger la résolution globale qui serait adoptée par le parlement des jeunes. Sur les 15 commissions, les paragraphes proposés par 12 d'entre elles furent adoptées par le parlement des jeunes, les propositions des commissions « Affaires extérieures et défense », « Sécurité intérieure et sécurité » et « Affaires européennes » étant rejetées. À noter que la proposition d'une carte simplifiant le remboursement des frais médicaux pour les voyageurs correspondait au projet de carte remplaçant le certificat E-111, mise en place depuis.
La déclaration finale comportait également un paragraphe plaidant pour la reconduction de cette initiative, qui n'eut cependant pas lieu.
Le président français Jacques Chirac et le chancelier allemand Gerhard Schröder invitèrent les jeunes à la chancellerie le 23 janvier pour discuter de leur travail, et le comparer à celui mené en parallèle par les chambres parlementaires classiques.
Tout au long des évènements, des activités culturelles furent organisées. Les jeunes furent invités à une réception au ministère allemand des affaires étrangères aussi bien qu'à différents concerts.